# Alan Jackson
Alan Eugene Jackson (Newnan, 17 de outubro de 1958), é um cantor norte-americano e compositor de música country. Seus vários sucessos o tornaram um dos mais célebres cantores de música country dos anos 1980, tendo sido indicado ao hall da fama da música da Geórgia em 2001.

## Biografia

### Infância e juventude
Jackson é filho de Joseph Eugene Jackson e Ruth Musick; nascido em Newnan, na Georgia, e possui quatro irmãs mais velhas. Jackson é de ascendência inglesa. Quando jovem, Jackson ouvia principalmente música gospel. De outro modo, não era um grande fã de música. No entanto, um amigo seu lhe apresentou a música de Gene Watson, John Anderson e Hank Williams Jr. Jackson formou uma banda após o colegial. Em 1979 se casou, mudou de emprego várias vezes e formou uma banda chamada Dixie Steel.
Depois de um tempo, ele e sua esposa com seis anos de casamento, Denise Jackson, mudaram-se de Newnan para Nashville, onde Jackson esperava prosseguir com a música em tempo integral.
Jackson cantava na igreja quando era criança. Ele, seu pai, mãe e quatro irmãs viviam em uma pequena casa. Em um ponto, sua cama ficava no corredor por falta de dormitório. Sua mãe vive na casa até hoje. Seu primeiro emprego, aos 12 anos, foi em uma loja de sapatos. Ele escreveu sua primeira canção em 1980. E trabalhou como um vendedor de carros aos seus 20 anos.

### Carreira
No Tennessee, Alan trabalhou para a The Nashville Network (no serviço postal) ). Sua esposa, Denise, trabalhava como comissária de bordo e encontrou no aeroporto de Atlanta um dia, Glen Campbell. Ela lhe contou sobre as ambições musicais de seu marido e obteve o endereço e telefone da empresa musical de Campbell. Denise colocou-o, então, em contato com Glen Campbell, que o ajudou a começar sua carreira. Jackson finalmente assinou com a Arista.
Seu primeiro álbum, lançado de forma independente (pela gravadora Americana Records) em 1987, é intitulado "New Traditional".
Sua carreira solo começou em 1989, depois de deixar o grupo "A Strayhorn", que consistia de Monty Allen, Danny Groah, Flint Robbie, McClurg Mark, Rutherford Bruce, Stephens Tony e Roger Wills.
Seu segundo álbum,  "Here in the Real World" (1989), lançado pela Arista Records, foi um sucesso; cujo single com o mesmo título do álbum, alcançou o número três na Hot Country Songs no início de 1990. Em cada um dos álbuns subseqüentes Jackson ganhou disco de platina, ou mesmo multi-platina, e quase todos os seus singles atingiram o topo das paradas country.
Seu álbum "A Lot About Livin' (And a Little 'bout Love)" (1992) também foi um grande sucesso, gerando cinco singles principais; "Chattahoochee" (um deles) também lhe rendeu o prêmio Country Music Association (CMA) por "Single e Canção do Ano" em 1994.
Em 1994, Jackson deixou a sua produtora, a Ten Ten Management, que supervisionou a sua carreira até então, e foi para Gary Overton.
Foi então que Jackson começou a ser conhecido por seu talento como compositor. Entre os cantores de música country que co-escreveram canções com Jackson incluem Clay Walker  ("If I Could Make a Living"), Chely Wright ("Till I Was Loved By You")  e Faith Hill ("I Can't Do That Anymore").

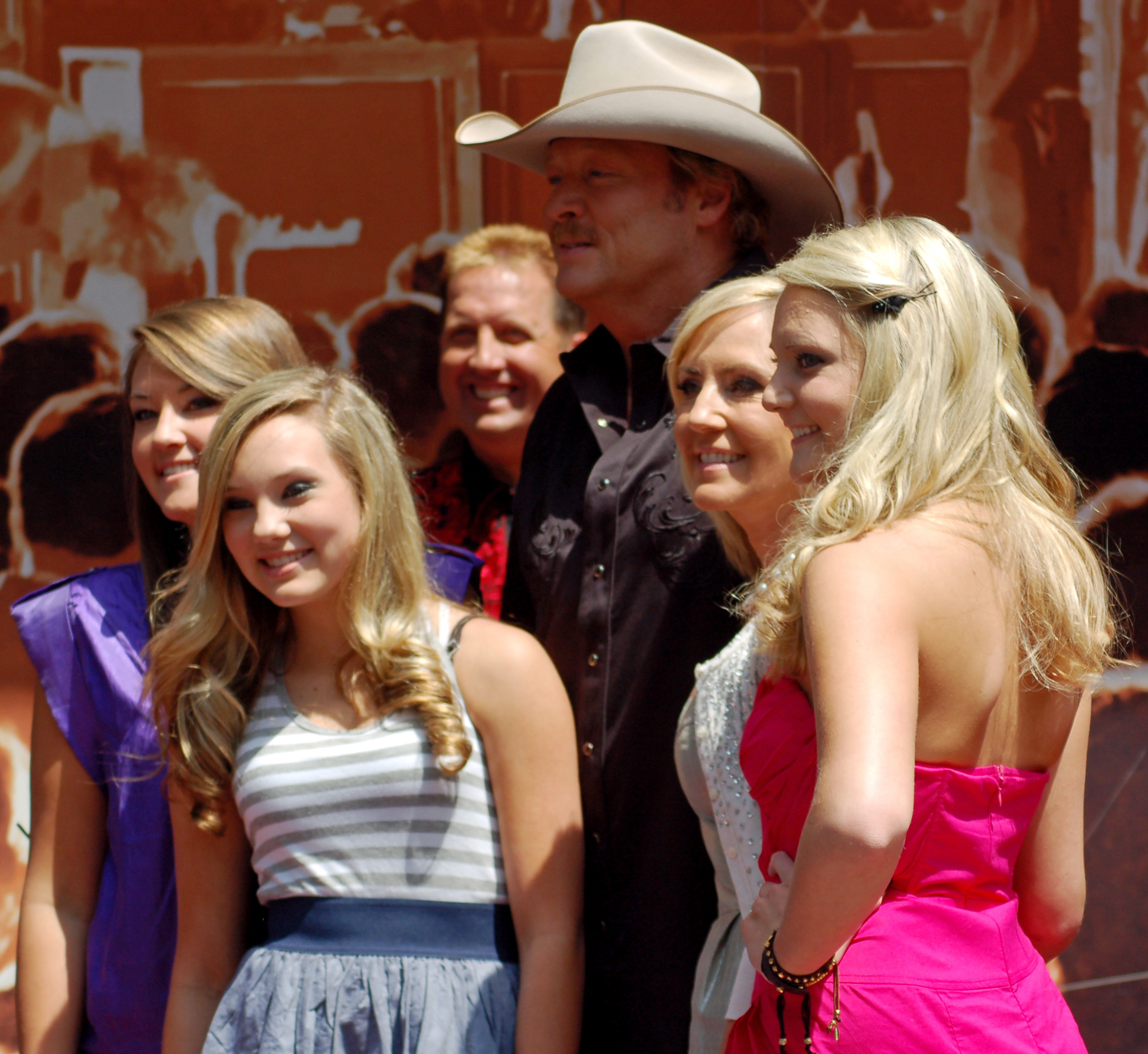
Jackson com sua família em uma cerimônia para receber uma estrela na Calçada da Fama de Hollywood em abril de 2010

"The Greatest Hits Collection" foi lançado em 24 de outubro de 1995. O álbum continha 17 hits, duas canções recém-gravadas ("I'll Try" and "Tall, Tall Trees"),  e a canção "Home" de Here in the Real World" que nunca havia sido lançada como single.  Estas duas primeiras músicas fizeram número um.
Em 16 de Abril de 2010, Alan Jackson foi homenageado com uma estrela na Calçada da Fama de Hollywood na categoria música.
Jackson vive com sua esposa e três filhas no Tennessee.

## Prêmios
American Music Awards
- American Music Award for Favorite Country Single 1993; "Chattahoochee"
- 1993 Favorite Country Album – "A Lot About Livin' (And a Little 'bout Love)"

Academy of Country Music
- 1990 Top New Male Vocalist
- 1991 Album of the Year – "Don't Rock the Jukebox"
- 1991 Single of the Year – "Don't Rock the Jukebox"
- 1993 Album of the Year – "A Lot About Livin' (And a Little 'bout Love)"
- 1993 Single of the Year – "Chattahoochee"
- 1994 Top Male Vocalist
- 1995 Top Male Vocalist
- 2001 Single of the Year – "Where Were You (When the World Stopped Turning)"
- 2001 Song of the Year – "Where Were You (When the World Stopped Turning)"
- 2001 Top Male Vocalist
- 2002 Album of the Year – "Drive"
- 2002 Video of the Year – "Drive (For Daddy Gene)"
- 2003 Single of the Year – "It's Five O'Clock Somewhere"
- 2003 Vocal Event of the Year com Jimmy Buffett – "It's Five O'Clock Somewhere"

Country Music Association
- 1992 Music Video of the Year – "Midnight in Montgomery"
- 1993 Music Video of the Year – "Chattahoochee"
- 1993 Single of the Year – "Chattahoochee"
- 1994 Song of the Year com Jim McBride – "Chattahoochee"
- 1995 Entertainer of the Year
- 2002 Album of the Year – "Drive"
- 2002 Male Vocalist of the Year
- 2002 Entertainer of the Year
- 2002 Single of the Year – "Where Were You (When the World Stopped Turning)"
- 2002 Song of the Year – "Where Were You (When the World Stopped Turning)"
- 2003 Entertainer of the Year
- 2003 Male Vocalist of the Year
- 2003 Vocal Event of the Year com Jimmy Buffett – "It's Five O'Clock Somewhere"

Grammy Awards
- 2002 Best Country Song – "Where Were You (When the World Stopped Turning)"
- 2011 Best Country Collaboration with Vocals- "As She's Walking Away", com Zac Brown Band